# 新蒲田

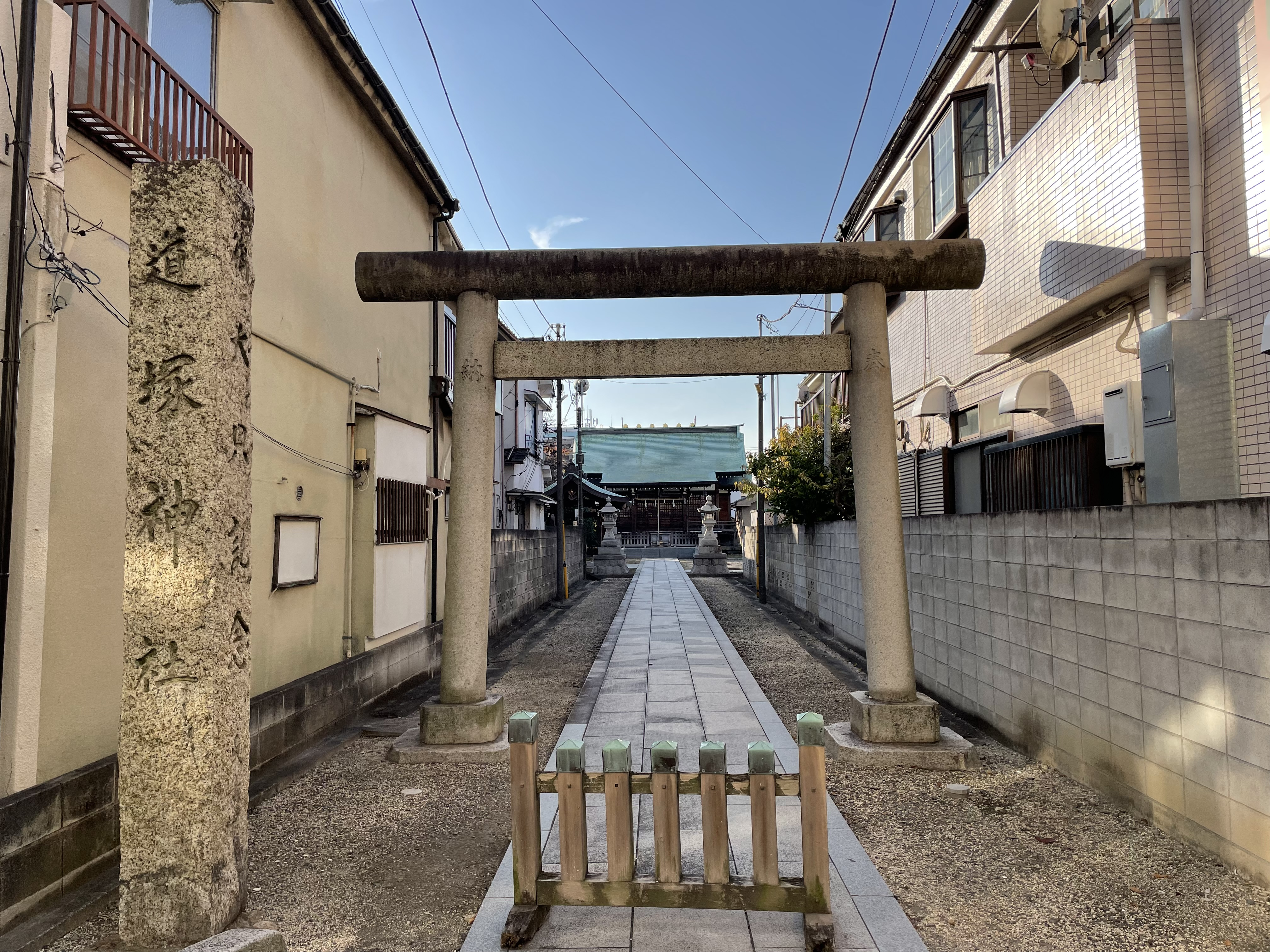
道塚神社（新蒲田3丁目4-10）

新蒲田（しんかまた）は、東京都大田区の町。現行行政地名は新蒲田一丁目から新蒲田三丁目。住居表示実施済区域。

## 地理
大田区の南部に位置する。地域北部は概ね環八通りに接し、東矢口・西蒲田にそれぞれ接する。地域東部はJR東海道本線の線路に接し、これを境に蒲田本町に接する。地域南部は西六郷に接する。地域西部は多摩川に接する（地名はいずれも大田区）。地域内は、主に住宅地になっている。

### 地価
住宅地の地価は、2025年（令和7年）1月1日の公示地価によれば、新蒲田2-23-15の地点で52万円/m2となっている。

## 世帯数と人口
2024年（令和6年）4月1日現在（東京都発表）の世帯数と人口は以下の通りである。
| 丁目         | 世帯数    | 人口    |
| ------------ | --------- | ------- |
| 新蒲田一丁目 | 1,786世帯 | 3,022人 |
| 新蒲田二丁目 | 1,558世帯 | 2,634人 |
| 新蒲田三丁目 | 2,126世帯 | 4,139人 |
| 計           | 5,470世帯 | 9,795人 |

### 人口の変遷
国勢調査による人口の推移。
| 年                 | 人口  |
| ------------------ | ----- |
| 1995年（平成7年）  | 8,888 |
| 2000年（平成12年） | 9,005 |
| 2005年（平成17年） | 8,809 |
| 2010年（平成22年） | 9,143 |
| 2015年（平成27年） | 9,716 |
| 2020年（令和2年）  | 9,651 |

### 世帯数の変遷
国勢調査による世帯数の推移。
| 年                 | 世帯数 |
| ------------------ | ------ |
| 1995年（平成7年）  | 3,870  |
| 2000年（平成12年） | 4,125  |
| 2005年（平成17年） | 4,137  |
| 2010年（平成22年） | 4,524  |
| 2015年（平成27年） | 5,051  |
| 2020年（令和2年）  | 5,131  |

## 学区
区立小・中学校に通う場合、学区は以下の通りとなる（2023年3月時点）。
| 丁目         | 番地                        | 小学校               | 中学校               |
| ------------ | --------------------------- | -------------------- | -------------------- |
| 新蒲田一丁目 | 全域                        | 大田区立道塚小学校   | 大田区立御園中学校   |
| 新蒲田二丁目 | 1〜4番 5番の一部 10〜23番   | 大田区立道塚小学校   | 大田区立御園中学校   |
| 新蒲田二丁目 | 5番の一部                   | 大田区立矢口東小学校 | 大田区立御園中学校   |
| 新蒲田二丁目 | 6〜9番                      | 大田区立矢口東小学校 | 大田区立安方中学校   |
| 新蒲田三丁目 | 23番の一部                  | 大田区立道塚小学校   | 大田区立志茂田中学校 |
| 新蒲田三丁目 | 1〜22番 23番の一部 24〜32番 | 大田区立道塚小学校   | 大田区立御園中学校   |

## 事業所
2021年（令和3年）現在の経済センサス調査による事業所数と従業員数は以下の通りである。
| 丁目         | 事業所数  | 従業員数 |
| ------------ | --------- | -------- |
| 新蒲田一丁目 | 113事業所 | 5,277人  |
| 新蒲田二丁目 | 100事業所 | 1,153人  |
| 新蒲田三丁目 | 136事業所 | 943人    |
| 計           | 349事業所 | 7,373人  |

### 事業者数の変遷
経済センサスによる事業所数の推移。
| 年                 | 事業者数 |
| ------------------ | -------- |
| 2016年（平成28年） | 337      |
| 2021年（令和3年）  | 349      |

### 従業員数の変遷
経済センサスによる従業員数の推移。
| 年                 | 従業員数 |
| ------------------ | -------- |
| 2016年（平成28年） | 7,238    |
| 2021年（令和3年）  | 7,373    |

## 交通
当地域内に鉄道駅はないが、地域北東方向に蒲田駅、東急池上線蓮沼駅が、地域北西方向には東急多摩川線矢口渡駅がある。また、東急バス池上営業所六郷線の停留所がある。

## 施設
- 大田区立道塚小学校
- 富士通ソリューションスクエア
- 大田区立新蒲田公園
- 蒲田電車区（京浜東北線の施設）
- 新蒲田一丁目複合施設「カムカム新蒲田」
  - 新蒲田区民活動施設（多目的ホール・スタジオ）
  - 地域包括支援センター新蒲田
- スキップランド新蒲田（放課後等デイサービス）

## その他

### 日本郵便
- 郵便番号 : 144-0054[2]（集配局 : 蒲田郵便局[15]）。